# Нестеренко, Максим Сергеевич
Макси́м Серге́евич Нестере́нко (бел. Максім Сяргеевіч Несцярэнка; род. 1 сентября 1992, Могилёв) — белорусский легкоатлет, специалист по тройному прыжку. Выступает за сборную Белоруссии по лёгкой атлетике с 2013 года, многократный победитель и призёр первенств национального значения, участник летних Олимпийских игр в Рио-де-Жанейро. Мастер спорта Республики Беларусь международного класса.

## Биография
Максим Нестеренко родился 1 сентября 1992 года в Могилёве.
Член национальной сборной Ресбулики Беларусь по легкой атлетике. Тренеры — В. М. Олейник, В.В. Шагун. Представляет Спортивный комитет Вооруженных Сил Республики Беларусь.
Впервые заявил о себе на международном уровне в сезоне 2013 года, когда вошёл в состав белорусской сборной и выступил на молодёжном европейском первенстве в Тампере, где в зачёте тройного прыжка с результатом 15,59 занял итоговое 11-е место.
В 2014 году в той же дисциплине выиграл зимний чемпионат Белоруссии в Могилёве и стал бронзовым призёром на летнем чемпионате Белоруссии в Гродно.
В 2015 году стартовал на чемпионате Европы в помещении в Праге, был четвёртым в Суперлиге командного чемпионата Европы в Чебоксарах.
В 2016 году выиграл зимний чемпионат Белоруссии в Могилёве, занял пятое место на чемпионате Европы в Амстердаме. Выполнив олимпийский квалификационный норматив (16,85), удостоился права защищать честь страны на летних Олимпийских играх в Рио-де-Жанейро — на предварительном квалификационном этапе тройного прыжка показал результат 16,52 метра, чего оказалось недостаточно для выхода в финал.
В 2017 году в третий раз подряд был лучшим не зимнем чемпионате Белоруссии в Могилёве.
В 2019, 2020 и 2021 годах трижды подряд выигрывал летние чемпионаты Белоруссии в тройном прыжке. Принимал участие в чемпионате Европы в помещении в Торуне, но в финал не вышел.
Так же в 2021 Принял участие в Командном чемпионате Европы Клуж-Напоке (Румыния) Первая лига. Где в личном виде занял 1 место и командном зачете 2.
Мастера спорта международного класса Республики Беларусь.

## Награды
- Почётная грамота Совета МПА СНГ (19 мая 2016 года, Межпарламентская ассамблея СНГ) — за активное участие в деятельности Межпарламентской Ассамблеи и её органов, вклад в укрепление дружбы между народами государств — участников Содружества Независимых Государств[4]